# (8805) Petrpetrov
(8805) Petrpetrov (1981 UM11) – planetoida z pasa głównego asteroid okrążająca Słońce w ciągu 3 lat i 212 dni w średniej odległości 2,34 au. Została odkryta 22 października 1981 roku w Krymskim Obserwatorium Astrofizycznym w Naucznym na Półwyspie Krymskim przez Nikołaja Czernycha. Nazwa planetoidy pochodzi od Petra Petrowicza Petrowa (ur. 1945), naukowca Krymskiego Obserwatorium Astrofizycznyego, zajmującego się młodymi gwiazdami zmiennymi o masach zbliżonych do masy Słońca.